# Savin du Lavedan
Pour les articles homonymes, voir Saint Savin et Savin (homonymie).
Saint Savin du Lavedan est un saint ermite originaire de Barcelone (Catalogne), qui aurait quitté sa mère veuve pour rejoindre le Poitou et son monastère martinien de Ligugé avant de s'installer dans le Pays de Bigorre. Sa vie est très mal connue, on ne sait où la situer entre le Ve et le VIIe siècle. Ce saint est pourtant officiellement reconnu par les Églises catholique romaine et orthodoxe, et fêté le 9 octobre.

## Hagiographie
Savin (ou Sabinus) est né probablement en Catalogne espagnole à une date inconnue (selon les auteurs, entre le Ve siècle et le VIIIe siècle, ce qui montre à quel point on sait peu de choses de lui !) Joseph Abbadie, auteur d'une hagiographie de saint Savin le fait naître au VIIe siècle ou au VIIIe siècle ; d'autres auteurs plus sérieux lui attribuent le Ve ou le VIe s., comme un manuscrit de Moissac du XIIe-XIIIe s. qui en fait un contemporain de saint Orens, ou comme plus récemment le bénédictin Dom Romary, dans la Revue des Htes-Pyrénées de 1921, p. 141) ; il aurait été apparenté à un comte du nom de Hentilius ; Savin serait devenu le précepteur de son fils, Gemellus, qu'il aurait incité à entrer en même temps que lui au monastère de Saint-Martin de Ligugé. Ce passage de la Vita Savini est très douteux et rempli d'emprunts hagiographiques et d'anachronismes ; il est plus probable que saint Savin est passé par le Monasterium Aemiliani de Verdejo (Aragon), dirigé par un certain Frominianus, du temps du roi wisigoth espagnol Chintila (636-639); tous ces noms, curieusement, se retrouvent dans la Vita Savini médiévale (cf. Jean Béziat, Vie de saint Savin, anachorète de Bigorre (Ve siècle), Pau, déc. 2000 ; http://orthodoxievco.net/ecrits/vies/moines/savin.pdf ; ce document, qui reproduit la Légende du XIVe s., ne tient pas compte de découvertes plus récente du même auteur concernant le possible passage de saint Savin à Verdejo en Aragon) : en effet, selon la Légende médiévale, après avoir passé trois ans au monastère de Ligugé, Savin serait ensuite retourné dans les Pyrénées, s'installant en Bigorre pour gagner le Lavedan près d'un petit cénobium dirigé par un certain Frominius et qui deviendra plus tard le monastère bénédictin de Saint-Savin (Hautes-Pyrénées), lui-même construit en lieu et place d'un castrum gallo-romain dénommé anciennement Palatium Æmilianum ("Palais Émilien") ; Savin s'éloigna de ce monastère pour mener une vie solitaire d'anachorète, au lieu-dit "Pouey-Aspé", où il aurait vécu pendant treize ans. Il aurait creusé là une sorte de tombe dans laquelle il dormait et parfois essuyait un orage diluvien. Sa charité était immense et il aurait accompli plusieurs miracles de son vivant ainsi qu'après sa mort. Il serait mort à cet endroit ; l'abbatiale de Saint-Savin conserve ses reliques, descendues de son ermitage pour y être vénérées.
La Vita Savini la plus ancienne se trouve dans les Bréviaires de Huesca (pars III ; 1324-1328, sous l'évêque barcelonais Gaston de Montcada), de Bagnères-de-Bigorre (t. 1 ; Mss. 31, f° 71-72 ; origine St Savin, v. 1350) et surtout de Toulouse (B.M., mss. 73 ; origine St Savin) ; ce dernier bréviaire contient une Vita rédigée à Caunes-Minervois (Cauna) vers 1366-1367 (l'auteur en effet fait passer Savin par tous les endroits suivis par Sulpice-Sévère vers 400, en y incluant Cauna mea) ; dans ce texte transparaissent des éléments d'une Vita primitive du VIIe ou du VIIIe s. (comme le nom du monastère de Ligugé, Locoteiaco).  Cette Vita de 1366-67 fut probablement écrite par l'hagiographe compilateur Guillaume Hulard, chanoine de St Paul de Narbonne et exécuteur de l'abbé Pierre-II de Caunes-Minervois. Ajoutons d'autres bréviaires mentionnant cette Vita plus tardivement (Montearagon, 1521 ; Lescar, 1541). Les Vies de Labbe (XVIIe s.), des Bollandistes (Acta Sanctorum octobr., XVIIe-XIXe s.) et de Bascle de Lagrèze (1850-1863) sont négligeables. A signaler également les excellentes études  du bénédictin Dom Billet (Un disciple méconnu de saint Martin ? Saint Savin de Lavedan, in Studia Monastica, IV, 2, Montserrat, 1962 ; La Vita beatissimi Savini ; Etude critique sur le texte de l'Office de St Savin-de-Lavedan, in Lavedan et Pays Toy de 1985-86, n° spécial 17, pp. 79-90).
Dès 1640  (et non avant, comme l'insinuent certains) Marca affirmait que Charlemagne avait rebâti le monastère en 778 ; puis la Vita Savini de Labbe attribuait cette reconstruction à Louis-le-Débonnaire ; en 1677, le Monasticum Benedictinum tenta de faire mourir saint Savin au moment du couronnement de Charlemagne, qui aurait ensuite construit l'abbaye, thèse reprise en 1679 dans un manuscrit mauriste exposé au musée de l'abbatiale, qui en rajoute un peu plus : Savin serait né au début du IXe s. du comte de Barcelone (qui hélas était le wisigoth Bera), et l'abbaye aurait été restaurée par Charlemagne en 786 ; en 1701 le bénédictin mauriste Joseph Roset propagea les mêmes fables (Mss. 11 de l'Office de saint Savin ; B.M. de Bagnères-de-Bigorre). Enfin, l'historien Alphonse Meillon, de 1920 à 1935, renchérit à son tour en affirmant que Savin, venu à Poitiers en 778, arriva en Lavedan en 781 et y mourut en 794. Depuis lors, ces fables ont prévalu jusqu'à aujourd'hui. Pour les conforter, les historiens et hagiographes ont tout fait pour germaniser les noms cités dans la Vita du XIVe s. : Fronimius est devenu Fromin, et sub arte (en instruction) est devenu Sabarte (à Sabart, abbaye carolingienne des Corbières), etc. Hélas, Théodulfe d'Orléans, missus dominicus en Lavedan en 798, ne mentionne aucune église dédiée à saint Savin. 

## Les traces du culte de saint Savin du Lavedan dans la France actuelle

### Le tombeau de saint Savin
Un sarcophage de style roman, vénéré comme étant le tombeau de saint Savin, constitue aujourd'hui encore le maître-autel de l'église de Saint-Savin. Il est classé monument historique ; de part et d'autre de l'autel se trouvent deux grands tableaux peints sur bois du XVe s. qui évoquent la vie du saint, ses miracles, et la ferveur des fidèles pour celui qui est devenu le saint patron de la vallée.
La dédicace de l'église St-Savin primitive n'est pas ab antiquo. Un manuscrit des environs de 900 la mentionne (ajout à la Notice des monastères du synode d'Aix-la-Chapelle de 817-819, présidé par Benoît d'Aniane). Seulement, l'allusion d'un culte lavedanais à saint Savin dans la charte de 860, confirmant la donation de la comtesse Faqile à St-Orens en 839, lui confère une probable plus grande antiquité (cf. Livre Vert de Bénac, compilation du XVe s.; B.M. de Tarbes). L'archéologie permet peut-être de remonter jusqu'au VIIe s. car les chapiteaux composites de la Salle Capitulaire de St-Savin sont de cette époque et de type basilical (cf. Nelly Pousthomis-Dalle, in Lavedan et Pays Toy, n° spécial 18 ; 1986). Mais on ne sait s'ils appartenaient à l'ancien cénobium de Fronimius ou à l'église paroissiale d'alors, dédiée à saint Jean Baptiste et démolie au XIe siècle.  La petite église primitive fut rénovée et agrandie en 945. L'abbatiale actuelle fut consacrée en 1140.

### Toponymie
Deux paroisses ont en France porté le nom de saint Savin du Lavedan : 
- Saint-Savin, commune française des Hautes-Pyrénées
- Larrivière-Saint-Savin, commune française des Landes, qui ne porte ce nom que depuis 2006, s'appelait antérieurement "Larrivière", mais la paroisse se dénommait "Saint-Savin" au Moyen Âge, développée autour d'un "oratoire de Saint-Savin" détruit en 1569. La commune possède encore une "fontaine Saint-Savin", réputée guérir les rhumatismes et les maladies de peau.

### Lieux de culte
- L'Église abbatiale de Saint-Savin (Hautes-Pyrénées) est devenue l'église paroissiale. De l'abbaye, ne subsiste, outre l'église abbatiale, que la salle capitulaire. Une chapelle romane, détruite puis reconstruite sur les lieux de l'ascèse du saint, au-dessus du village d'Uz, à 1000m d'altitude à flanc de montagne, existe encore de nos jours, et accueillait jadis solennellement un flot de pèlerins.
- L'ancien oratoire disparu et la fontaine Saint-Savin de Larrivière-Saint-Savin (Landes) honorent probablement le saint pyrénéen, compte tenu de leur localisation géographique.